# Michałów (gmina)

Logo gminy

Michałów – gmina wiejska w województwie świętokrzyskim, w powiecie pińczowskim. W latach 1975–1998 gmina położona była w województwie kieleckim.
Została utworzona 1 stycznia 1973 roku, w miejsce istniejącej od 1954 roku Gromady Michałów.
Siedziba gminy to Michałów.
Według danych GUS z dnia 31 grudnia 2021 roku gminę Michałów zamieszkiwało 4460 osób.

## Położenie
Gmina  Michałów ulokowana jest w południowo-zachodniej części Niecki Nidziańskiej, wchodzącej w skład Wyżyny Małopolskiej.
Przez Gminę Michałów przepływa rzeka Mierzawa stanowiąca prawy dopływ rzeki Nidy. Główny trakt komunikacyjny stanowi droga wojewódzka nr 766 z Morawicy do Węchadłowa.

## Struktura powierzchni
Według danych z roku 2021 gmina Michałów ma obszar 112 km², w tym:
- użytki rolne: 70%
- użytki leśne: 18%

Gmina stanowi 18,3% powierzchni powiatu.

## Demografia
Dane GUS z 31 grudnia 2021 roku:

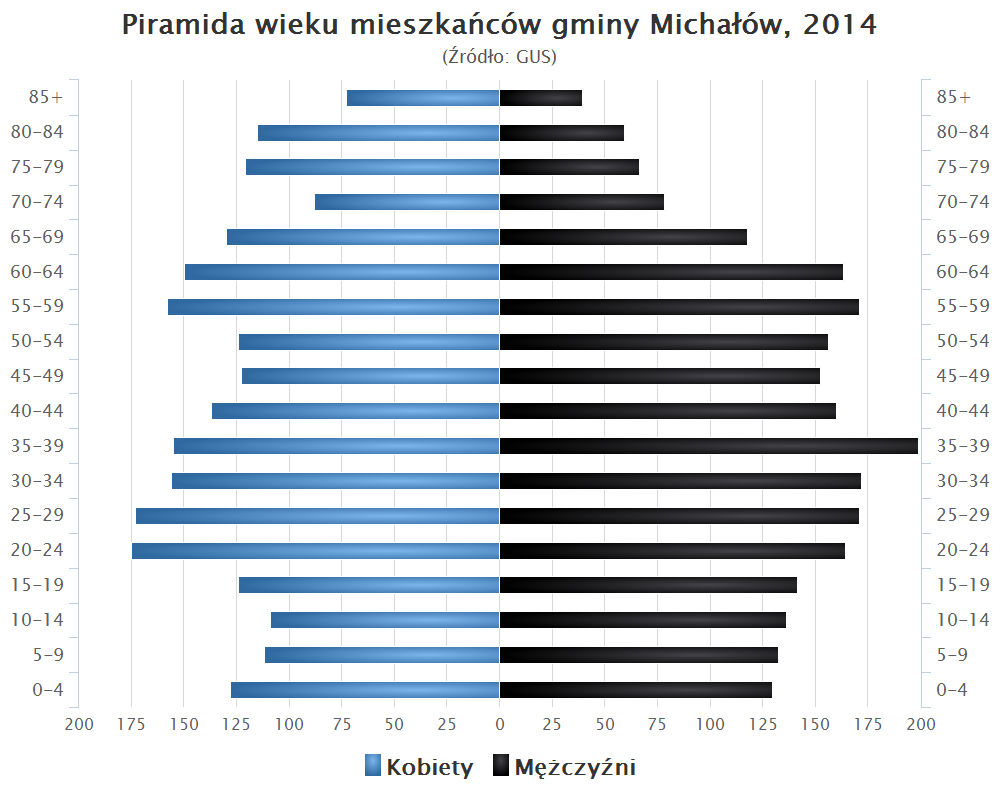
Piramida wieku mieszkańców gminy Michałów w 2014 roku

| Opis                              | Ogółem | Ogółem | Kobiety | Kobiety | Mężczyźni | Mężczyźni |
| --------------------------------- | ------ | ------ | ------- | ------- | --------- | --------- |
| jednostka                         | osób   | %      | osób    | %       | osób      | %         |
| populacja                         | 4460   | 100    | 2222    | 49,8    | 2238      | 50,2      |
| gęstość zaludnienia (mieszk./km²) | 41     | 41     | 20,4    | 20,4    | 20,6      | 20,6      |

## Oświata
Na terenie Gminy Michałów znajdują się cztery szkoły podstawowe. Placówki oświaty ulokowane są w miejscowościach: Michałów, Góry, Sędowice i Węchadłów. Przy szkołach tych działają również przedszkola.

## Opieka zdrowotna i bezpieczeństwo
Opiekę zdrowotną mieszkańcom Gminy Michałów zapewniają Ośrodki Zdrowia w Michałowie, Górach i Sędowicach. Nad bezpieczeństwem czuwa Komenda Powiatowa Policji oraz Komenda Powiatowa PSP w Pińczowie wraz z jednostkami OSP Michałów i Pawłowice wchodzącymi w skład Krajowego Systemu Ratowniczo-Gaśniczego (KSRG).

## Atrakcje turystyczne i miejsca pamięci

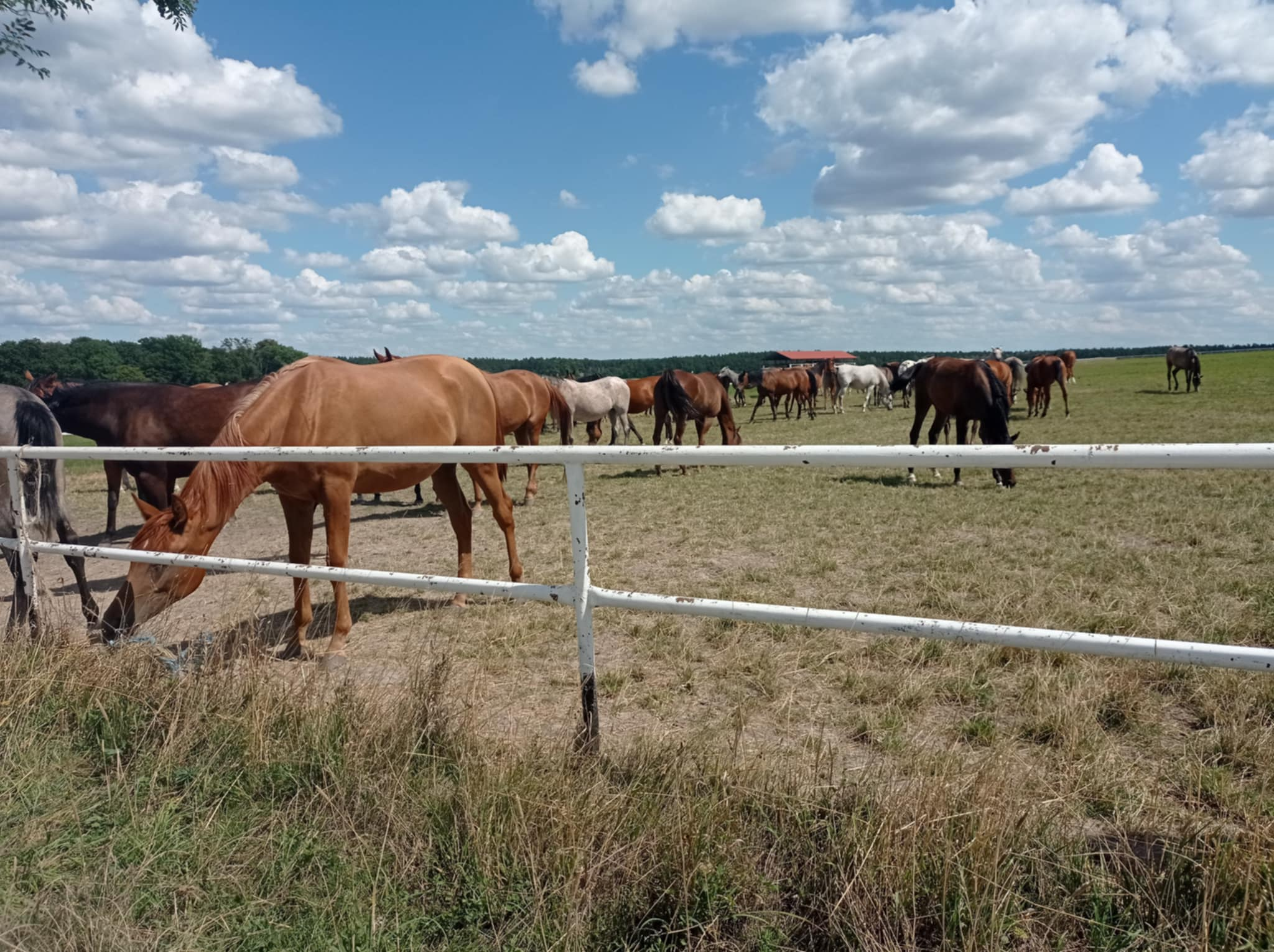
Konie ze stadniny w Michałowie

Jedną z głównych atrakcji Gminy jest Stadnina Koni Arabskich w Michałowie. Słynna na cały świat stadnina powstała w 1953 roku, a główny wpływ na wybór Michałowa, jako siedziby stadniny miało jego charakterystyczne położenie w dolinie, gdzie panuje specyficzny mikroklimat charakteryzujący się niewielką ilością opadów oraz płytką warstwą orną. Skutkiem tego jest korzystne dla hodowli koni czystej krwi arabskiej pękanie ziemi oraz wysychanie i więdnięcie roślin.  Nie bez znaczenia również było to, że występujące tu gleby to zasobne w wapń rędziny, dzięki czemu hodowane tutaj konie mają bogato wykształconą tkankę kostną i mięśniową.
W południowym krańcu wsi Góry znajduje się pozostający w ruinie zespół dworski rodziny Dembińskich. Założony w II połowie XII wieku dwór był miejscem, w którym kultywowano polskie tradycje patriotyczne. Pochodzący z rodu Dembińskich chorąży krakowski Ignacy był posłem na Sejm Czteroletni, a w 1863 przebywał we dworze generał Marian Langiewicz. Obecny pałac powstał pod koniec XIX wieku. Na miejscowym cmentarzu parafialnym znajduje się pochodząca z 1839 roku kaplica grobowa rodu Dembińskich.

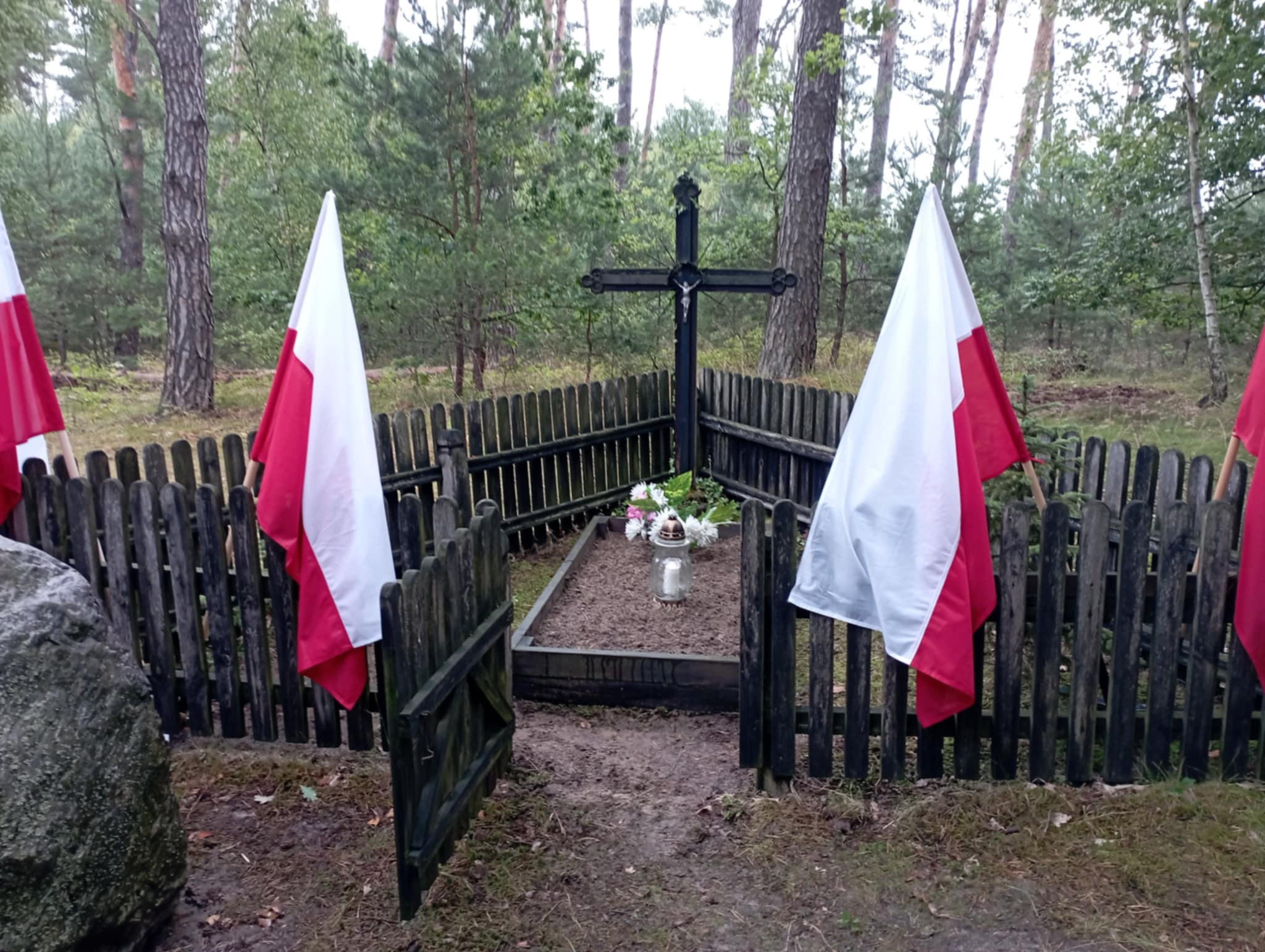
Symboliczna mogiła zamordowanych przez Niemców 02.03.1942 r. w lesie michałowskim pięciu mieszkanek Radomia

Opuszczony zespół dworski w Węchadłowie powstał ok. 1894 roku. W jego skład wchodzi również zbudowana 1927 roku kaplica pw. Serca Jezusowego oraz park. Nieopodal dworu znajduje się zbór ariański powstały w 1559 roku i przebudowany w roku 1860.
Na terenie gminy znajduje się wiele miejsc pamięci związanych z okresem II wojny światowej. Są to m.in.: grób Nieznanego Żołnierza na cmentarzu parafialnym w Michałowie, czy grób spoczywających na cmentarzu we Wrocieryżu trzech osób z rodziny Genzlów, wywodzących się z miejscowości Tur, a zamordowanych w lipcu 1943 roku przez żandarmerię  w Wolicy. Ponadto nieopodal Sędowic znajduje się pomnik upamiętniający zabitych przez hitlerowców  w listopadzie 1943 roku 12 mieszkańców Wrocieryża i Przezwód podejrzanych o działalność w ruchu oporu. Na cmentarzu w Górach pochowanych zostało 11 mieszkańców wsi rozstrzelanych w odwecie za zabicie kilkunastu hitlerowców podczas walk pod Kołkowem w październiku 1943 roku.  Pomnik upamiętniający ofiary mordu znajduje się również nieopodal wsi Kołków.

## Parafie
- Parafia pw. Wniebowzięcia Najświętszej Maryi Panny w Górach,
- Parafia pw. św. Wawrzyńca Diakona i Męczennika w Michałowie,
- Parafia pw. św. Marcina we Wrocieryżu.

## Sołectwa
Góry, Jelcza Mała, Jelcza Wielka, Karolów, Kołków, Michałów, Pawłowice, Polichno, Przecławka, Sadkówka, Sędowice, Tomaszów, Tur Dolny, Tur Górny, Tur-Piaski, Węchadłów, Wrocieryż, Zagajów, Zagajówek, Zawale Niegosławskie.

## Sąsiednie gminy
Działoszyce, Imielno, Pińczów, Wodzisław

## Ludzie związani z gminą Michałów
- Ignacy Jaworowski  – założyciel i wieloletni dyrektor Stadniny Koni w Michałowie,
- Jerzy Białobok – prezes Stadniny Koni w Michałowie w latach 1997–2016,
- Daniel Clementinus – pochodzący z Gór pastor kalwiński,
- Henryk Dembiński – żołnierz napoleoński, dowódca z okresu powstania listopadowego,
- Marian Ludwik Sochański – major artylerii Wojska Polskiego, ostatni przedwojenny starosta powiatu zamojskiego.

## Wójtowie Michałowa
- Wiesława Łach (1990-1993)
- Bogusław Ziółkowski (1994-1998)
- Stanisław Szewczyk (1998-2010)
- Mirosław Walasek (2010-2023)